# Lepidosaphes japonica
Lepidosaphes japonica är en insektsart som först beskrevs av Kuwana 1902.  Lepidosaphes japonica ingår i släktet Lepidosaphes och familjen pansarsköldlöss. Inga underarter finns listade i Catalogue of Life.